# Teepe Glacier
Der Teepe Glacier ist ein Gletscher im Grand-Teton-Nationalpark im Westen des US-Bundesstaates Wyoming. Er liegt in einem Kar an der Nordostflanke des Teepe Pillar und südöstlich des Grand Teton am oberen Ende des Garnet Canyons. Der Teepe Glacier entwässert sich über die Wasserfälle Spalding Falls, Cleft Falls und Bannock Falls durch den Garnet Canyon in den Bradley Lake und später in den Snake River. Zwischen 1967 und 2006 verlor der Gletscher rund 60 % seiner Fläche, diese verringerte sich von 5,3 ha auf 2 ha. Benannt wurde der Teepe Glacier genau wie Teepe Pillar nach Theodore Teepe, der im Jahr 1925 auf dem Gletscher ums Leben gekommen ist.

## Belege
1. ↑  Naturalatlas: Teepe Glacier. Abgerufen am 2. April 2021 (englisch).
2. ↑  Edmunds, Jake (February 2012): Glacier Variability (1967-2006) in the Teton Range, Wyoming, United States. Hrsg.: Journal of the American Water Resources Association.
3. ↑  Summitpost: Teepe Pillar : Climbing, Hiking & Mountaineering. Abgerufen am 2. April 2021.
4. ↑  Geonames: Teepe Glacier. Abgerufen am 2. April 2021.